# Prueba Alsasua
La Prueba Alsasua est une course cycliste espagnole disputée au mois de septembre autour d'Altsasu, dans la Communauté forale de Navarre. Il s'agit de l'une des plus anciennes compétitions cyclistes organisées sur le territoire du Pays basque. 
Cette épreuve fait actuellement partie du Torneo Lehendakari.

## Palmarès depuis 1939
| Année   | Vainqueur                    | Deuxième                       | Troisième                   |
| ------- | ---------------------------- | ------------------------------ | --------------------------- |
| 1939    | Enrique Torres (eu)          | José María Moradillo           | Juan Bautista Vallejo       |
| 1940    | Ignacio Orbaiceta            | Martín Canarias                | José María Aristrain        |
| 1941    | Ignacio Orbaiceta            | Cipriano Aguirrezábal          | Ramón Garmendia             |
| 1942-46 | ??                           | ??                             | ??                          |
| 1947    | Jesús Loroño                 | Juan Cruz Gantzarain (eu)      | Juan José Eizaguirre        |
| 1948    | Félix Vidaurreta             | Juan Cruz Gantzarain (eu)      | Juan José Eizaguirre        |
| 1949    | Hortensio Vidaurreta         | Julián Aguirrezabal            | José Luis Mañeru (es)       |
| 1950    | José Luis Mañeru (es)        | Hortensio Vidaurreta           | José María García           |
| 1951    | Hortensio Vidaurreta         | Jesús Morales                  | José Antonio Landa          |
| 1952    | Ponciano Arbelaiz            | Juan Cruz Gantzarain (eu)      | Francisco Expósito          |
| 1953    | Pablo Eizaguirre             | Facundo Zabaleta               | Félix Aizpurua              |
| 1954    | Jesús Galdeano               | Miguel Vidaurreta              | Ponciano Arbelaiz           |
| 1955    | Miguel Vidaurreta            | Jesús Galdeano                 | Jesús Moriones (eu)         |
| 1956    | José Urrestarazu             | Jesús Davoz                    | Juan Echevarria             |
| 1957    | ??                           | ??                             | ??                          |
| 1958    | Cosme Barrutia               | Ponciano Arbelaiz              | José Antonio Musitu (eu)    |
| 1959    | José Manuel Lasa             | Martín José Zelaia             | Clemente Galdeano           |
| 1960    | Martín José Zelaia           | Carlos Echeverría              | Ángel Ciordia (es)          |
| 1961    | José Urrestarazu             | Martín José Zelaia             | Ángel Ciordia (es)          |
| 1962    | José Manuel Lasa             | Félix Iturriaga (es)           | Adolfo Legarra              |
| 1963    | Ramón Mendiburu              | Félix Jauregui                 | Juan María Balier (ca)      |
| 1964    | Tomás Ariño                  | José Ignacio Ilarregi          | Esteban Goicoechea          |
| 1965    | Domingo Perurena             | Félix González                 | Jesús Ochotorena            |
| 1966    | José Luis Elorriaga          | Gabino Ereñozaga (es)          | Ruiz Cantón                 |
| 1967    | José Luis Elorriaga          | Agustín Urrutia                | Félix González              |
| 1968    | Javier Elorriaga             | José Luis Elorriaga            | Segundo Goicoechea (es)     |
| 1969    | Juan María Azcue             | Miguel Vidal                   | Domingo Fernández           |
| 1970    | Damaso Torres                | Francisco Javier Galdeano      | F. Trueba                   |
| 1971    | Luis Mari Etxeberria         | Juan José Moral (en)           |                             |
| 1972    | Juan José Moral (en)         | Javier Elorriaga               | Ramón Murillo               |
| 1973    | Iñaki Juanikorena            | Felipe Yáñez                   | José Nazábal                |
| 1974    | Paulino Martínez             | José Luis Mayoz                | Jaime Albisu (eu)           |
| 1975    | Luis Mari Etxeberria         | Nicolás Santesteban            | Carlos Valencia             |
| 1976    | José Luis Rodríguez Inguanzo | Rafael Ladrón de Guevara       | Ángel Arroyo                |
| 1977    | Prudencio Suárez             | José Luis Rodríguez Inguanzo   | Francisco Javier López (es) |
| 1978    | Imanol Murga                 | Iñaki Juanikorena              | José Luis Laka              |
| 1979    | Juan Martín Ocaña            | Iñaki López Arregi (eu)        | Luis Vicente Otin (es)      |
| 1980    | José María Caravaca          | Jesús Ibáñez Loyo              | Federico Echave             |
| 1981    | Eduardo González Salvador    | Julián Gorospe                 | Mikel Ugartemendia (eu)     |
| 1982    | Jesús María Segura           | Jesús Ibáñez Loyo              | Jesús Zabaleta              |
| 1983    | Domingo Esteban San Miguel   | Antonio Balboa (es)            | Francisco Javier Lejarcegui |
| 1984    | Rolando Ovando (es)          | Alberto Clerencia              | José Antonio Maestre        |
| 1985    | José I. Olmos                | José Enrique Carrera           | Fermín Trueba García        |
| 1986    | José Lorenzo Esteban         | Alberto Mota                   | Antonio Amador              |
| 1987    | Juan Manuel García Muñoz     | Thierry Arquey                 |                             |
| 1988    | Manuel Delgado (es)          | Antonio Martínez               | Eugenio Ondarra             |
| 1989    | Xabier Usabiaga (es)         | Joseba Berrojalbiz             | Iñigo Márquez               |
| 1990    | Prudencio Indurain           | David Sarasa                   | César Amezgarai             |
| 1991    | Asier Guenetxea (es)         | Carlos Zelaia                  | Fernando Olabarria          |
| 1992    | Jon Cuesta                   | Carlos Zelaia                  | José Vicente García Acosta  |
| 1993    | Óscar Aranguren              | Raúl Herrero                   | Victor Gutiérrez            |
| 1994    | David Cañada                 | Isidro Pou                     | Alfonso Guerrero            |
| 1995    | Jon Cuesta                   | Unai Etxebarria                | Igor Flores                 |
| 1996    | Marcelino Sánchez            | Miguel Ángel Martín Perdiguero | Iker Zabaleta               |
| 1997    | David Cancela                | Francisco Mancebo              | Ángel Castresana            |
| 1998    | José Manuel Maestre          | Isidro Nozal                   | Éric Pascal                 |
| 1999    | Alejandro Valverde           | Rubén Oarbeaskoa (es)          | Iñaki González              |
| 2000    | Koldo Lekunberri             | Mario de Sárraga               | Jesús López Ibáñez          |
| 2001    | Roberto Arroyo               | Jorge García Marín             | Jon Bru                     |
| 2002    | Aritz Arruti                 | Rafael Mateos                  | Juan José Oroz              |
| 2003    | Jokin Ormaetxea              | Gaizka Lejarreta (es)          | Koldo Fernández             |
| 2004    | Pablo Urtasun                | Jordi Grau                     | José Manuel Cuesta          |
| 2005    | Francisco Gutiérrez          | Juan José Oroz                 | Josu Agirre                 |
| 2006    | Ander Odriozola              | Ramuntxo Garmendia             | Juan Pablo Uriarte          |
| 2007    | Mikel Nieve                  | Mikel Ilundain                 | Juan Pablo Uriarte          |
| 2008    | Garikoitz Zabaleta           | Ugaitz Artola                  | Asier Penabad               |
| 2009    | Mikel Filgueira              | Karol Domagalski               | Adrián Sáez                 |
| 2010    | Non-disputé                  | Non-disputé                    | Non-disputé                 |
| 2011    | Karol Domagalski             | Borja Abásolo                  | Peter van Dijk              |
| 2012    | Alexis Guérin                | Unai Elorriaga                 | Mike Terpstra               |
| 2013    | Rafael Márquez               | Jon Pardo (es)                 | Loïc Chetout                |
| 2014    | Francesc Zurita              | Juan Ignacio Pérez             | Steven Calderón             |
| 2015    | Mikel Iturria                | Mikel Aristi                   | Mikel Elorza                |
| 2016    | Sergio Samitier              | Sergio Rodríguez               | Julián Barrientos           |
| 2017    | Dzmitry Zhyhunou             | Odei Juango                    | Diego López                 |
| 2018    | Unai Iribar                  | Mauricio Graziani              | Xavier Cañellas             |
| 2019    | Íñigo Elosegui               | Juan Fernando Calle            | Eric Fagúndez               |
| 2020    | Jordi López                  | Dorian Foulon                  | Xabier Mikel Azparren       |
| 2021    | Raúl Rota                    | Daniel Cavia                   | Xabier Berasategi           |
| 2022    | Yanne Dorenbos               | Xabier Berasategi              | Gorka Sorarrain             |
| 2023    | Thomas Silva                 | Eder Ruiz de Baluguera         | Dylan Westley               |
| 2024    | Javier Ibáñez                | Aitor Agirre                   | Iker Pérez                  |